# Санта-Еулалія-де-Гальєго
Санта-Еулалія-де-Гальєго (ісп. Santa Eulalia de Gállego, араг. Santolaria de Galligo) — муніципалітет в Іспанії, у складі автономної спільноти Арагон, у провінції Сарагоса. Населення — 125 осіб (2010).

## Географія
Муніципалітет розташований на відстані близько 320 км на північний схід від Мадрида, 70 км на північ від Сарагоси.

## Демографія
Динаміка населення (INE ):